# 島田美術館
島田美術館（しまだびじゅつかん）は、熊本県熊本市西区島崎に所在する美術館。剣豪宮本武蔵の遺墨・遺品の収蔵、展示で知られる。

## 概要
昭和52年（1977年）9月に開館。熊本城顕彰会常務理事、武蔵会会長を務めた島田真富（しまだ まとみ）が収集した古美術品を中心に収蔵、展示している。収蔵品は、中世末より近世までの書画、武器、武具、丁度などの工芸品が主である。
武蔵会会長も務めた島田真富が、宮本武蔵の研究、資料収集に尽くした事により、宮本武蔵の遺墨・遺品が充実している。

## 宮本武蔵
宮本武蔵は、江戸時代初期の剣術家、兵法家であるが、寛永17年（1640年）、熊本に移った。300石の客分待遇で、居宅を千葉城跡に与えられ、熊本藩主細川忠利に迎えられた。以後、正保2年（1645年）に亡くなるまで晩年を熊本で過ごし、二天一流を完成し、遺墨・遺物などを残している。
島田美術館は、二刀を提げた晩年の肖像画をはじめ、水墨画、書状、刀剣、周辺資料を所蔵している。

## 基本情報

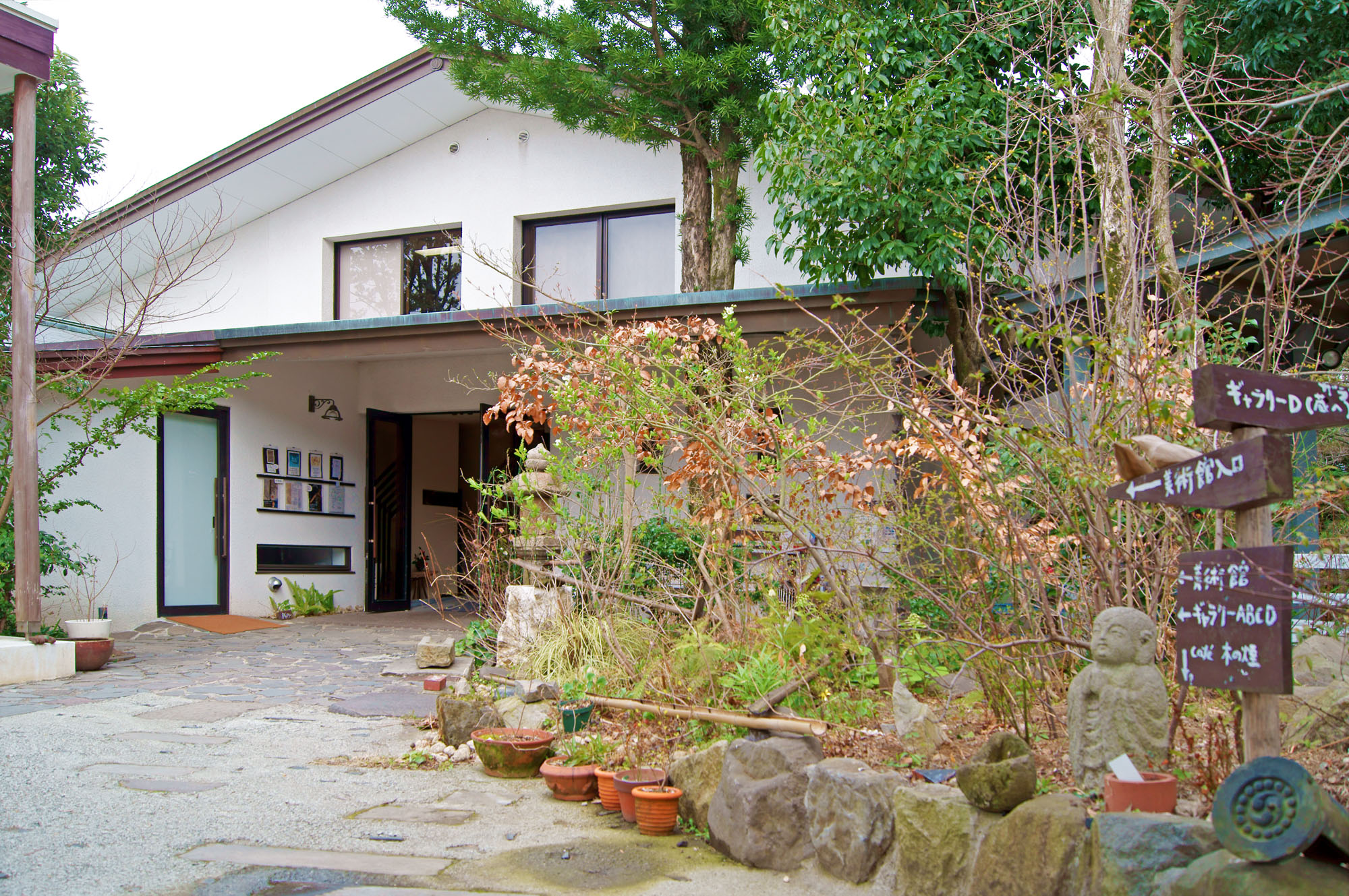
島田美術館 ギャラリー

- 開館時間 - 10:00～17:00（入館は16:30まで）
- 休館日 - 毎週火曜日（祝祭日の場合は開館）、年末年始。
  - 臨時休館や、展示変えの際には休館となる場合もあるので、要確認。
- 入館料 - 一般700円　大学生・高校生400円　中学生・小学生200円
- ギャラリー、カフェ、ミュージアムショップを併設

## 交通アクセス
- 熊本桜町バスターミナルより熊本都市バス荒尾橋ゆきに乗車し「慈恵病院前」下車、徒歩2分（190m）
- 熊本市電B系統段山町停留場より徒歩15分（1.2㎞）
- 九州自動車道熊本インターチェンジより11㎞

## 参考資料
- るるぶ社『るるぶ情報版 熊本'99』JTB、1998年、26頁

## 関連事項
- 武州伝来記
- 兵法大祖武州玄信公伝来
- 丹治峯均筆記